# Río Aguitka
El río Aguitka (del ruso: Агитка) es un río del raión de Vagái del óblast de Tiumén, en Rusia. Es un afluente por la derecha del río Vagái, que lo es del río Irtish, y este a su vez del río Obi, a cuya cuenca hidrográfica pertenece. Discurre por la Llanura de Siberia Occidental.

## Geografía
Su curso tiene 183 km de longitud y su cuenca cubre 3 590 km². Nace a unos 77 m sobre el nivel del mar, en el extremo septentrional del pantano Sévernoye. El lecho del río discurre por una llanura pantanosa y se dirige desde su fuente hacia el nordeste unos 5 km para llegar a Vershinskaya y poco después recibe por la derecha las aguas del Dolgaya, gira al norte y recibe 16 km más allá las aguas del Askyltsak también por la derecha, gira al oeste-noroeste, recibe por la izquierda al Bolshói Ik, gira al norte hasta la desembocadura de su afluente por la derecha Ragaize, gira al oeste, recibe por la izquierda al Río Agyily, gira al norte, pasa por Tukuz, recibe los arroyos Traly (derecha) y Krasnoyarka (izquierda), atraviesa Liamchai (donde recibe por la izquierda al arroyo Yelbash), bordea Kazánskoye por el oeste y gira en esa dirección, pasa por Suleiménskaya, Mitkinskoye, Domnino, y continua hacia el oeste, describiendo un gran número de meandros en su camino y recibiendo al arroyo Shekurevka (izquierda), para desembocar a 47 m de altura en el Vagái, 2.5 km al nordeste de Kopotily, a 70 km de su desembocadura en el río Irtish en Vagái.
Los numerosos pantanos y pequeños lagos situados en la cuenca del Aguitka tienen mucha importancia para la regulación de su caudal. El Aguitka permanece congelado entre noviembre y mayo.

## Hidrometría
El río ha sido estudiado durante 34 años (1957-1990) a 27 km de su desembocadura en el Vagái, en Mítkinskoye (estación Yurti-Mítkinskoye). En el periodo observado, su caudal anual medio fue de 7.33 m³/s el caudal medio mensual más alto se da en el mes de mayo (33.84 m³/s) -aguas altas de abril a junio- y el periodo de estiaje se da en marzo (0.97 m³/s), por el hielo, aunque también baja mucho el caudal en verano (0.62 m³/s, septiembre de 1989), estabilizándose hasta noviembre con ligeras subidas en octubre. El régimen de la alimentación del río es mixto, predomina la nieve, pero también tienen importancia las lluvias de primavera.
Comparando los años, se halla que el caudal anual medio más alto del periodo fue en el año 1987 (17.49 m³/s), cuyo mes de mayo también es el caudal mensual medio más alto absoluto del periodo (130 m³/s). El caudal anual medio más bajo fue 1967 (1.22 m³/s) y el caudal mensual medio más bajo fue marzo de 1989 (0.40 m³/s). En el periodo observado se observan fuertes diferencias entre los años (véase 1987-88-89, caudal alto -17.49 m³/s-, medio -5.86 m³/s- y bajo -1.83 m³/s).
| Caudal medio mensual del Aguitka en la estación hidrológica de Mítsinskoye (Datos calculados en 39 años, 1961-99, en m³/s) |
| |

## Infraestructura
La cuenca del río es muy pantanosa por lo que la infraestructura económica no se ha desarrollado. Solo existen caminos en su curso inferior y medio.
La orilla oriental del río en su curso alto, junto al lago Bolshói Uvat, es una zona tradicional de asentamiento de los tártaros